# Osteointegrazione
Il termine osteointegrazione, coniato alla fine degli anni sessanta da Per-Ingvar Brånemark, professore svedese di biotecnologia applicata, è usato in medicina (Odontoiatria, Chirurgia Maxillo-Facciale, Ortopedia) per definire l'intima unione tra un osso e un impianto artificiale senza tessuto connettivo apparente. Si definisce intima unione quando lo spazio e i movimenti relativi fra osso e impianto non superano i 100 micron.
In base alle conoscenze attuali, tale unione avviene solo quando l'impianto è realizzato in titanio, anche se teoricamente qualsiasi materiale (preferibilmente metallico) che sia dotato di una micromorfologia adeguata e che sia privo di proteine potrebbe indurre osteointegrazione.
La velocità del processo di osteointegrazione e la sua quantità variano in funzione del tipo di superficie dell'impianto, che può presentare una geometria tale da attrarre cellule osteoblaste. Una superficie liscia è meno adatta a questo scopo, per questo motivo si possono utilizzare trattamenti particolari, i più comuni sono la mordenzatura con acidi o la sabbiatura. Studi recenti hanno dimostrato che se l'impianto viene dotato di una superficie di tipo spugnoso, il processo è notevolmente più rapido e intimo. Per contro, una superficie spugnosa o con rugosità molto accentuata è molto più esposta a colonizzazioni batteriche che possono facilmente portare alla perdita dell'impianto stesso.
Uno studio pubblicato nel 2014 dal Dr. Villa, Dr. Polimeni ed dal Dr. Wikesjö, ha dimostrato che un impianto non ha bisogno di un contatto osseo per osteointegrarsi, ma fattori chiave quali stabilità primaria e coagulo del sangue.